# Maria Manolova
Maria Moncheva Manolova (en bulgare : Мария Момчева Манолова), née le 6 septembre 1963 à Tchepelare, est une biathlète bulgare.

## Carrière
Manolova fait ses débuts internationaux aux Championnats du monde 1986.
Durant la saison 1987-1988, elle remporte ses premières courses en Coupe du monde en relais à Ruhpolding et en individuel à Jyväskylä.
Elle remporte la médaille d'argent en relais aux Championnats du monde 1989, la médaille de bronze par équipes aux Championnats du monde 1990 et la médaille d'argent par équipes aux Championnats du monde 1991.
Elle participe aux Jeux olympiques d'hiver de 1992 et aux Jeux olympiques d'hiver de 1994, sans obtenir de médaille.
Elle court au niveau international jusqu'en 1997.

## Palmarès

### Jeux olympiques d'hiver
| Épreuve / Édition   | Individuel | Sprint | Relais |
| ------------------- | ---------- | ------ | ------ |
| JO 1992 Albertville | 16e        | -      | -      |
| JO 1994 Lillehammer | 22e        | 52e    | 13e    |

Légende :
- — : pas de participation à l'épreuve.

### Championnats du monde
| Épreuve     | 1986 à Falun | 1987 à Lahti | 1988 à Chamonix | 1989 à Feistritz | 1990 à Minsk et Oslo | 1991 à Lahti | 1992 à Novossibirsk | 1993 à Borovets | 1997 à Osrblie |
| ----------- | ------------ | ------------ | --------------- | ---------------- | -------------------- | ------------ | ------------------- | --------------- | -------------- |
| Individuel  |              | 18e          | 15e             | 14e              | 14e                  | 28e          | JO Albertville      | 24e             | Abandon        |
| Sprint      | 22e          | 6e           | 13e             | 8e               | 10e                  | 40e          | JO Albertville      | 30e             | 58e            |
| Relais      | 6e           |              | 4e              | 2e               | 4e                   | 6e           | JO Albertville      | 8e              | 11e            |
| Par équipes |              |              |                 | 4e               | 3e                   | 2e           | 7e                  | 7e              | 8e             |

### Coupe du monde
- Meilleur classement général : 6e en 1988[1].
- 6 podiums individuels : 2 victoires et 4 troisièmes places.
- 1 victoire en relais et 1 par équipes.

#### Victoires individuelles
| Saison    | Date             | Lieu        | Discipline |
| --------- | ---------------- | ----------- | ---------- |
| 1987–1988 | 18 mars 1988     | Jyväskylä   | individuel |
| 1988–1989 | 15 décembre 1988 | Les Saisies | individuel |